# 夙川駅
夙川駅（しゅくがわえき）は、兵庫県西宮市相生町にある、阪急電鉄の駅である。駅番号はHK-09。

## 概要
神戸本線と甲陽線との乗換駅で、このうち甲陽線は当駅を始発駅とする。
2006年10月28日のダイヤ改正以降、神戸本線の特急も含めた全営業列車が停車する駅となった。
2003年（平成15年）度の第4回近畿の駅百選に選出された。

## 歴史

### 年表
- 1920年（大正9年）7月16日：阪神急行電鉄により、阪急神戸本線の全線開通と同時に開業[3]。
- 1924年（大正13年）10月1日：阪急甲陽線が開業[3]。乗換駅となる。
- 1943年（昭和18年）10月1日：会社合併により京阪神急行電鉄の駅となる[3]。
- 1968年（昭和43年）6月5日：甲陽線の2両編成の列車がオーバーランして当駅の車止めに衝突する事故が発生する[4]。
- 1973年（昭和48年）4月1日：社名変更により、阪急電鉄の駅となる[3]。
- 1987年（昭和62年）12月14日：快速急行の停車駅となる。
- 1995年（平成7年）
  - 1月17日：阪神・淡路大震災により被災、駅南側にあった5階建ての「夙川阪急ビル」が倒壊。営業休止となる。
  - 3月1日：甲陽線が全線復旧[3]。
  - 4月7日：神戸本線の当駅 - 岡本駅間が復旧[3]。同区間で普通列車の折り返し運転を開始。
  - 6月1日：岡本駅 - 御影駅間の復旧[3]に伴い、当駅 - 神戸高速鉄道新開地駅間で普通列車の折り返し運転を開始。
  - 6月12日：西宮北口駅 - 当駅間が復旧。これにより、阪急神戸線は全線開通[3]。
- 2003年（平成15年）3月27日：エレベーター2基の新設と、トイレの改築工事が完成。同日から使用を開始。
- 2006年（平成18年）10月28日：特急・通勤特急が終日停車開始[5][注 1]。
- 2007年（平成19年）
  - 2月8日：新サービスセンターが完成し、営業開始。
  - 4月27日：新売店（成城石井、フレッズカフェSTATION）開店。
- 2013年（平成25年）12月21日：駅ナンバリング導入[6][7]。
- 2021年（令和3年）11月30日：この日をもって定期券売り場が営業を終了[8]。
- 2023年（令和5年）5月1日：2020年以降新型コロナウイルスの影響を受け使用を停止していた喫煙ルームを閉鎖[9]。

## 駅構造
神戸本線用の相対式ホーム2面2線と、甲陽線用の単式ホーム1面1線を有する地上駅。神戸本線の大阪方面行きホームの北側に、甲陽線ホームが垂直に延びる。かつては甲陽線も2線あったが、西側の線路は撤去され、跡地はサービスセンター（廃止）や成城石井の敷地となっている。
駅舎（改札口）は南北双方にあり、ごあんないカウンターのある南改札口にのみ駅員が配置されている。北改札口には券売機は設置されておらず、改札機のみ設置されている。各ホームは東寄りに設けられた地下道で連絡しており、エレベーターも設置されている。なお神戸本線ホームは東側の一部で夙川を跨いでおり、甲陽線ホームは夙川の西岸に位置する。
駅の北西側（北改札口前）には、神戸本線と甲陽線を結ぶ連絡線と、神戸寄りに延びる引き上げ線がある。これらと神戸本線上の渡り線を利用して、甲陽線の列車は西宮車庫への出入庫を行う。
神戸本線では当駅を始発・終着とする列車は設定されていないが、ダイヤ乱れの際は神戸本線ホームの神戸寄りの本線上にある渡り線を利用して、大阪梅田方面への折り返し運転をすることがある。そのため、2019年の大阪梅田駅への駅名改称に伴う行先表示の更新の際に「夙川」行きの表示が追加された。
トイレは大阪方面行ホームの階段付近にあり、オストメイト対応の多目的トイレも併設されている。大阪梅田行きホームには小さな池があり、ここで複数の鯉が泳ぐ
。

### のりば
| ホーム | 号線  | 路線      | 方向 | 行先                                     |
| ------ | ----- | --------- | ---- | ---------------------------------------- |
| 1      | 4号線 | ■神戸本線 | 下り | 神戸三宮・六甲・新開地・山陽電鉄線方面   |
| 2      | 5号線 | ■神戸本線 | 上り | 大阪梅田・西宮北口・京都河原町・宝塚方面 |
| 3      | 3号線 | ■甲陽線   | -    | 苦楽園口・甲陽園方面                     |

2018年12月までは駅構内にはのりば番号標が存在しなかった。神戸本線ホームの発車標が反転フラップ式からLED式のものに更新されて以降も、のりば番号の部分は空白とされており、スマートフォン向けアプリ「阪急沿線ナビ TOKKアプリ」の発車案内機能においても号線番号表記が空欄となっていた（どちらも阪急全線で唯一の例）。これは3号線が甲陽線ホーム、4・5号線が神戸本線用ホーム、6号線が甲陽線の引き上げ線となっており、1・2号線が欠番になっているためと考えられる。2018年12月、神戸本線下りに1番、同線上りに2番、甲陽線に3番ののりば番号が付与された。しかし案内放送は依然としてのりば番号を案内していない。

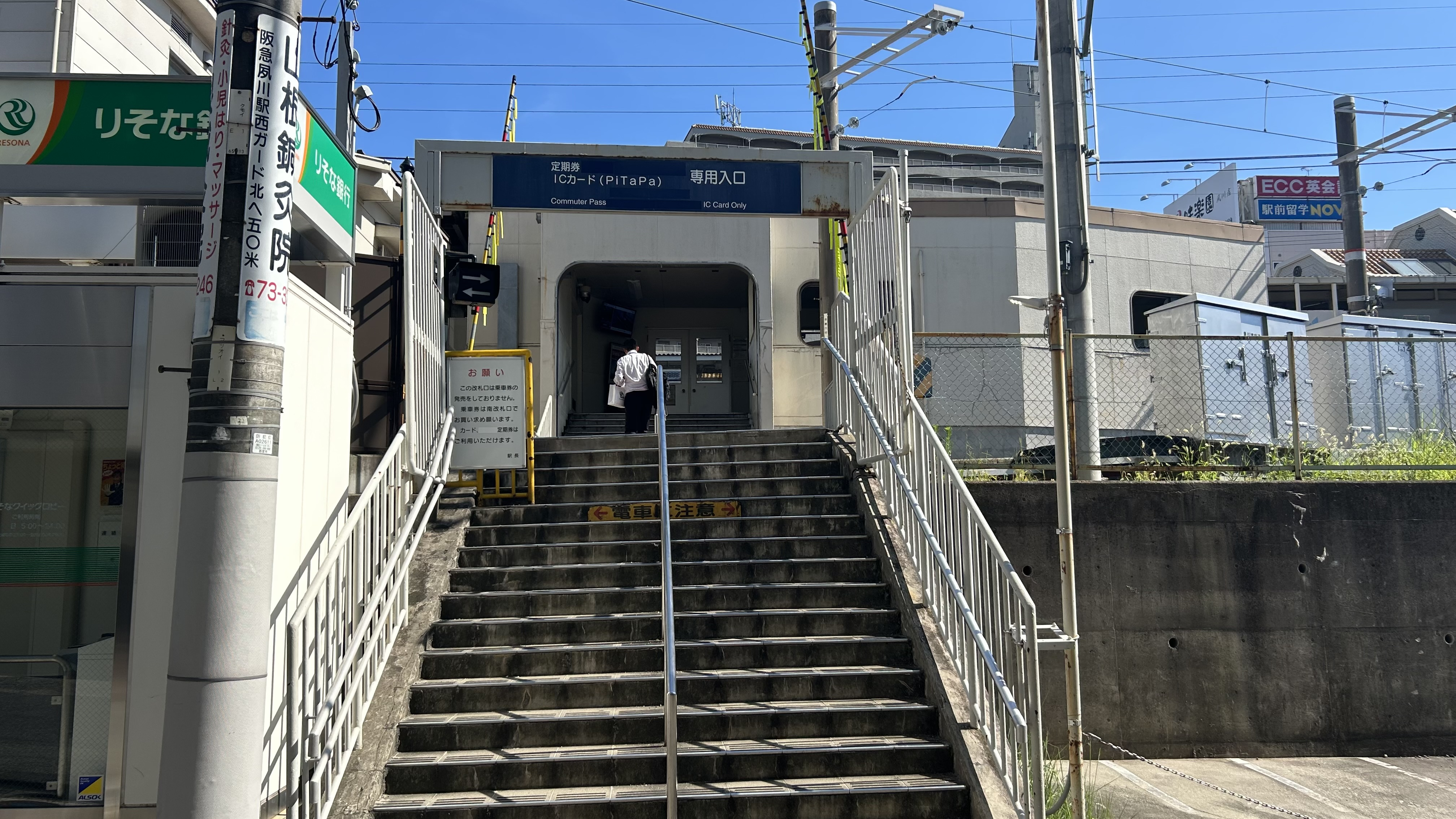
北口
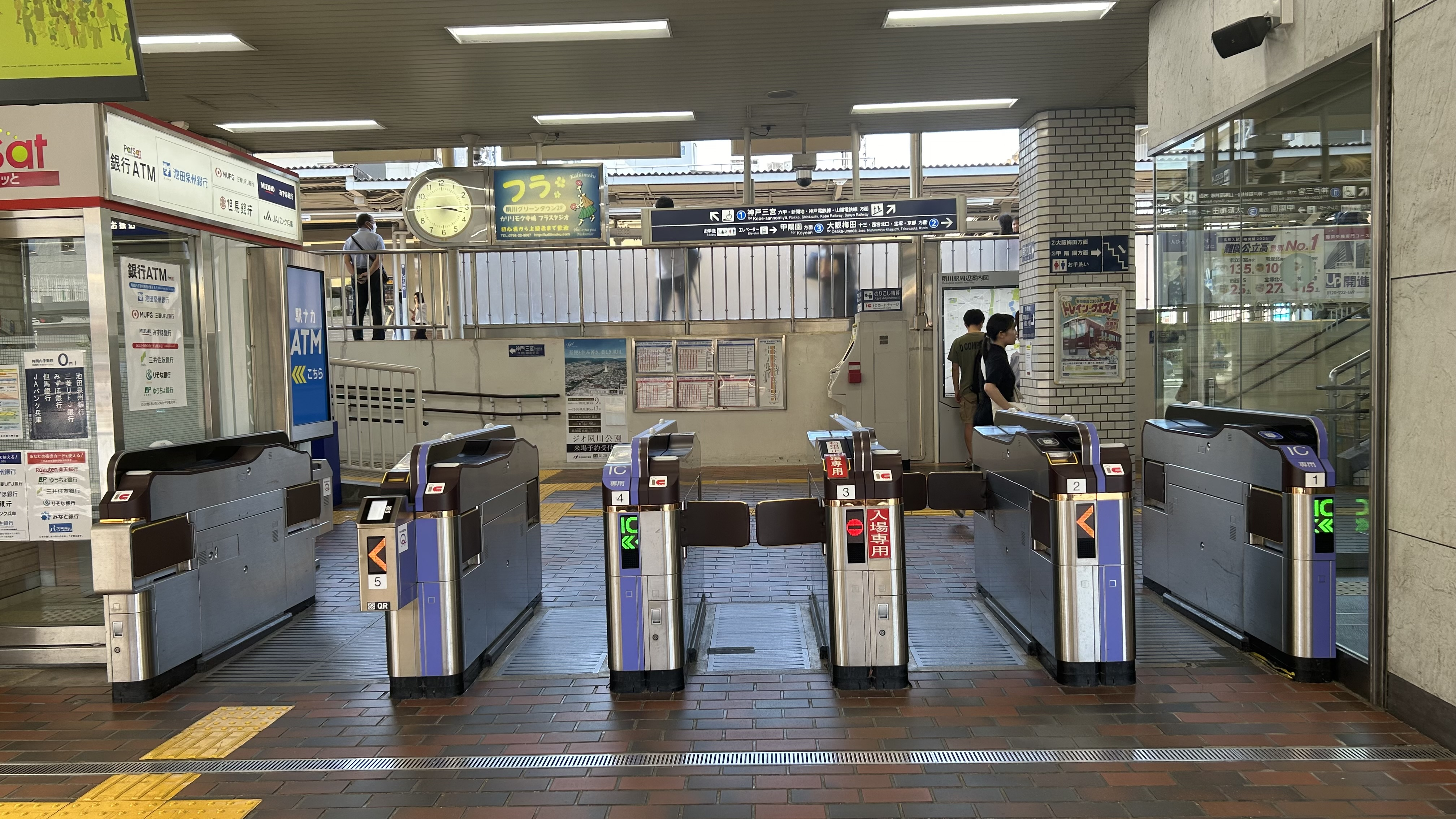
南改札口
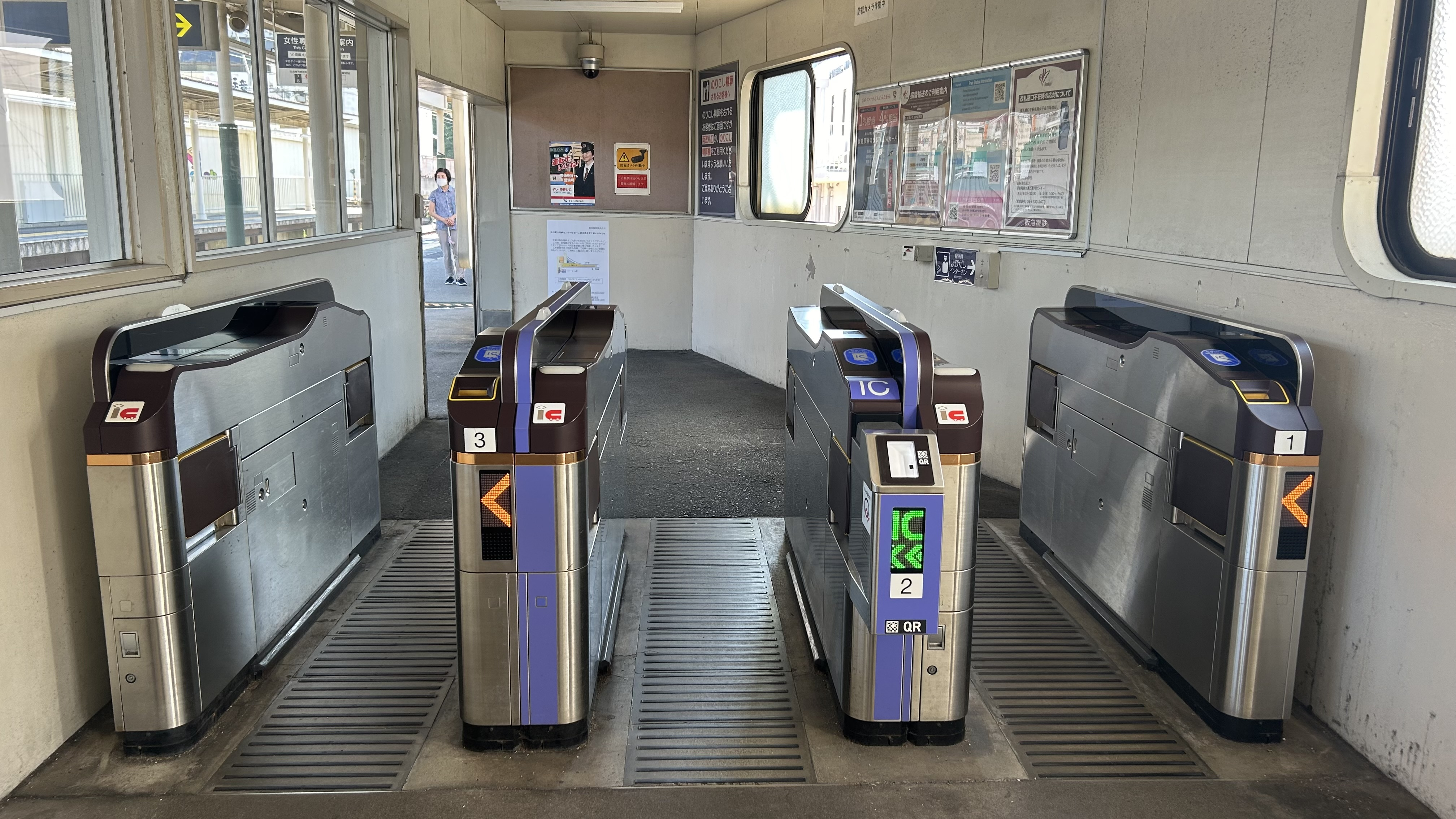
北改札口
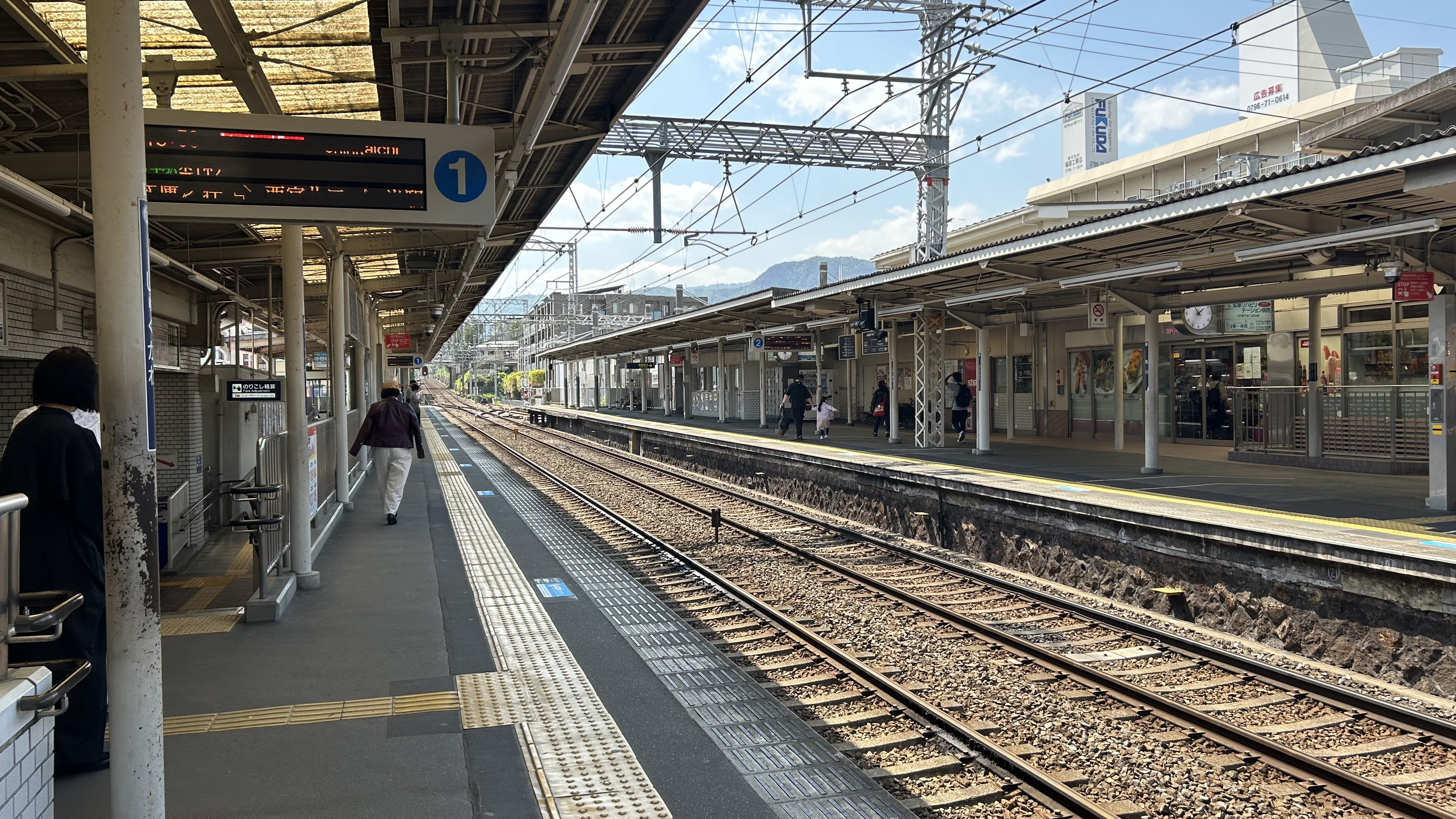
1号線ホーム
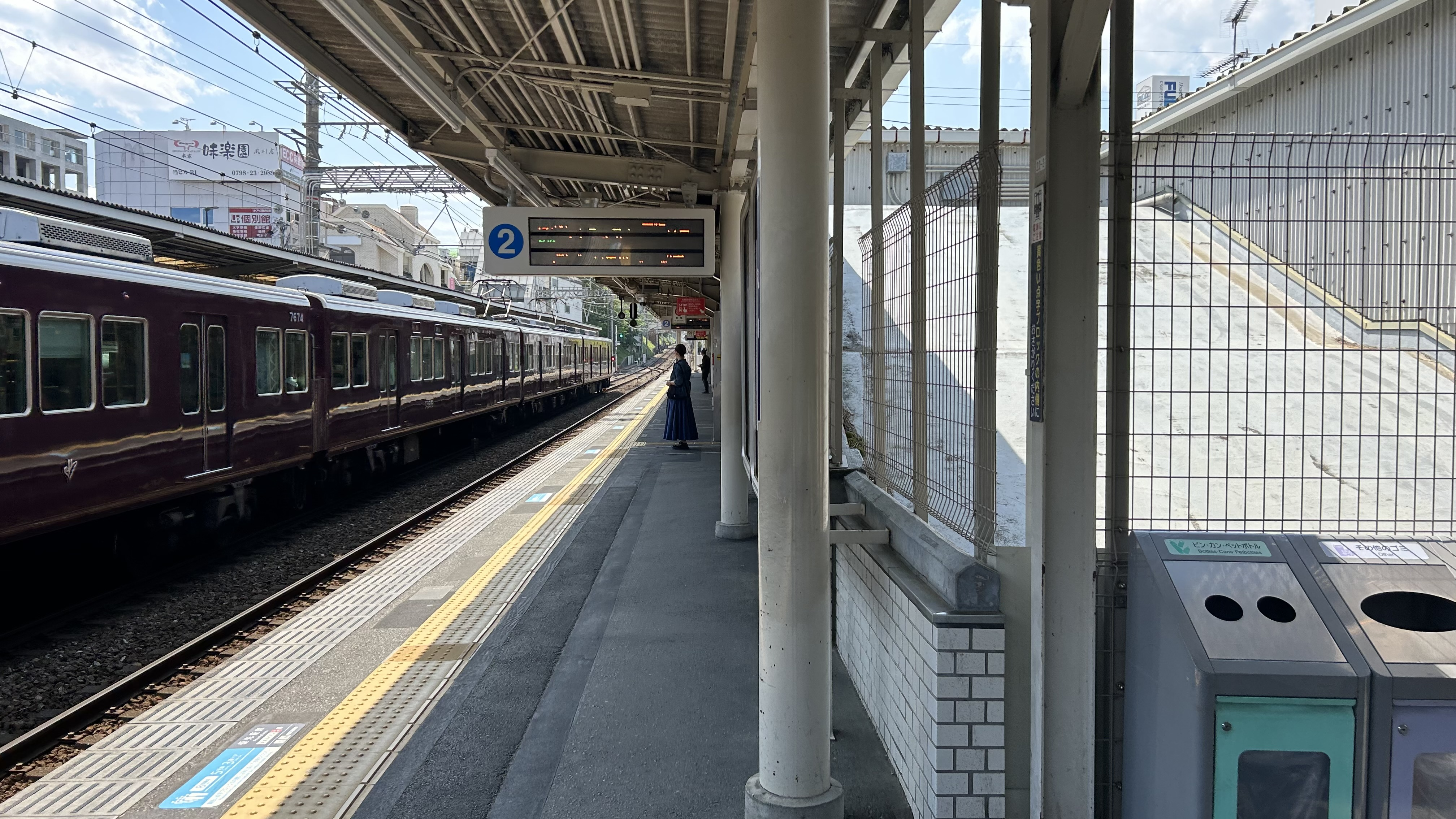
2号線ホーム
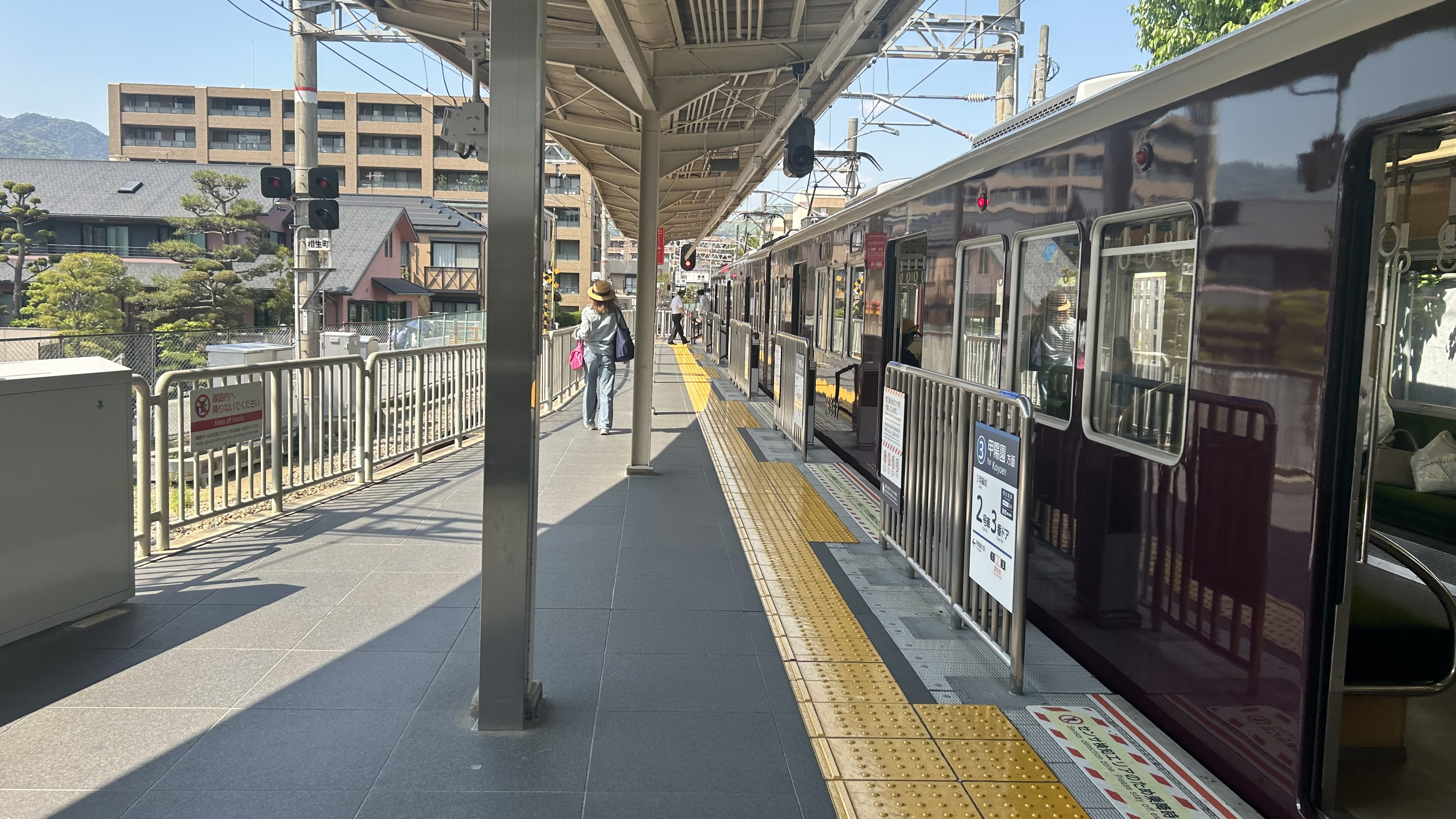
3号線ホーム
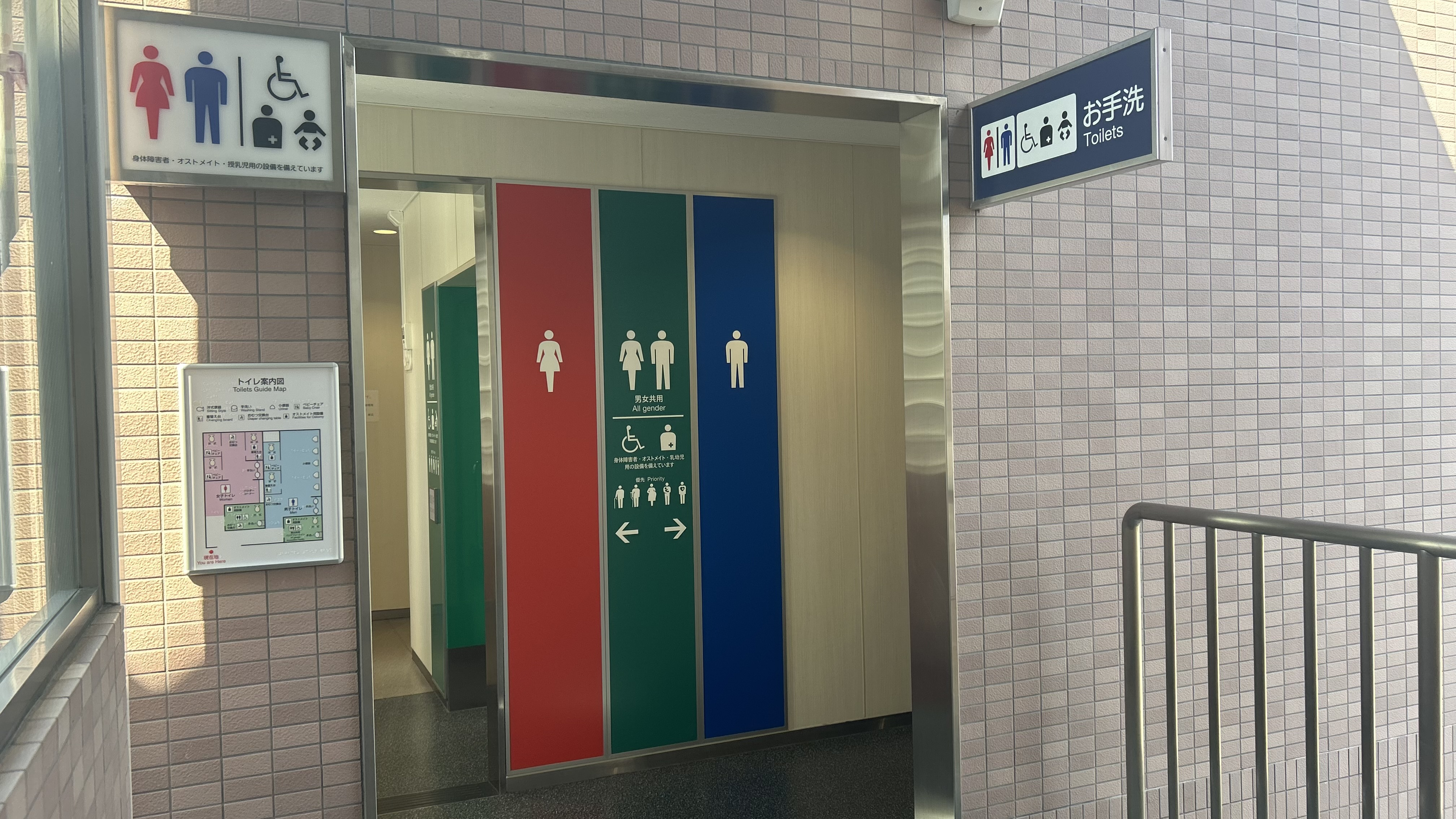
トイレ
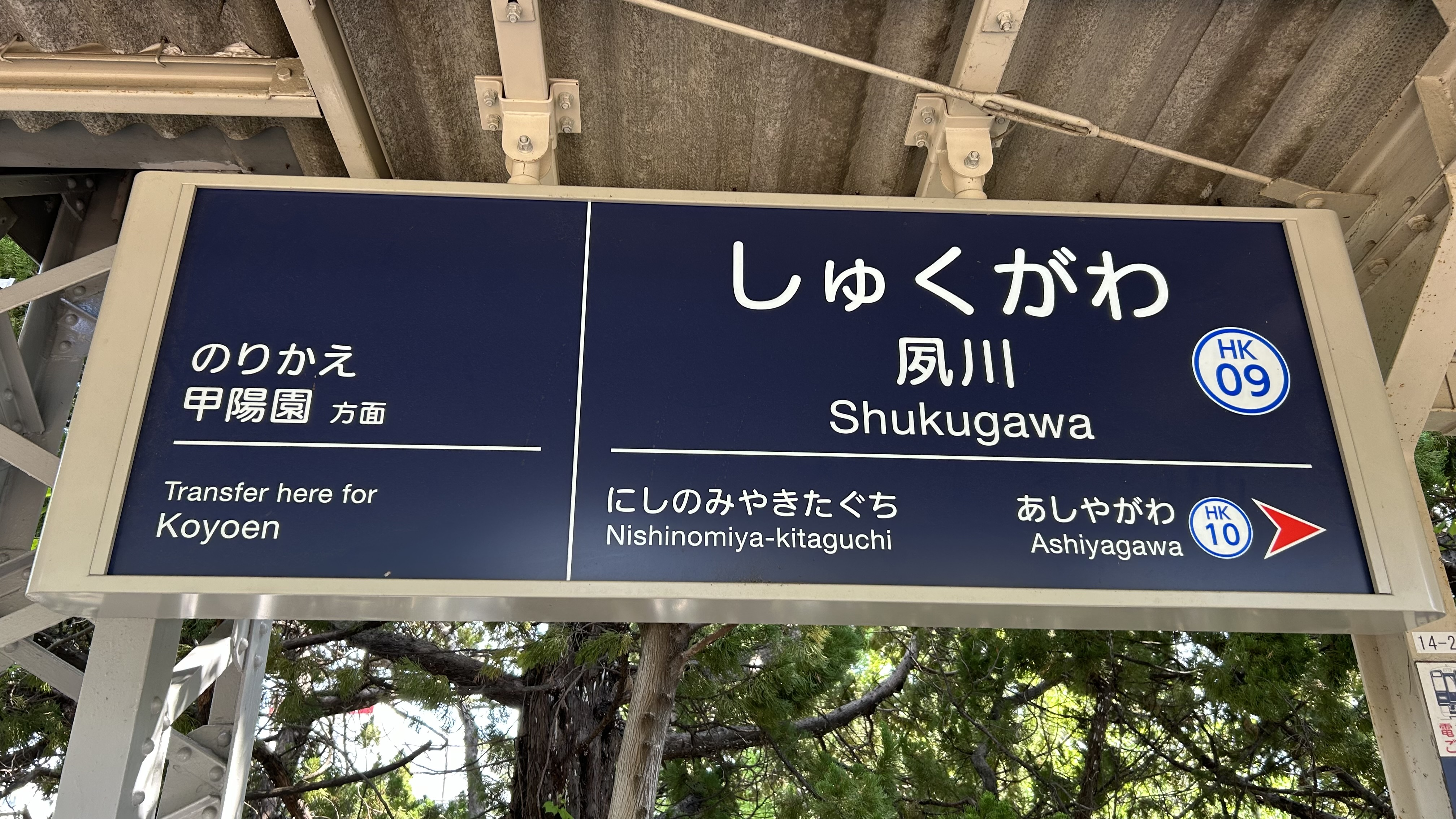
神戸線駅名標
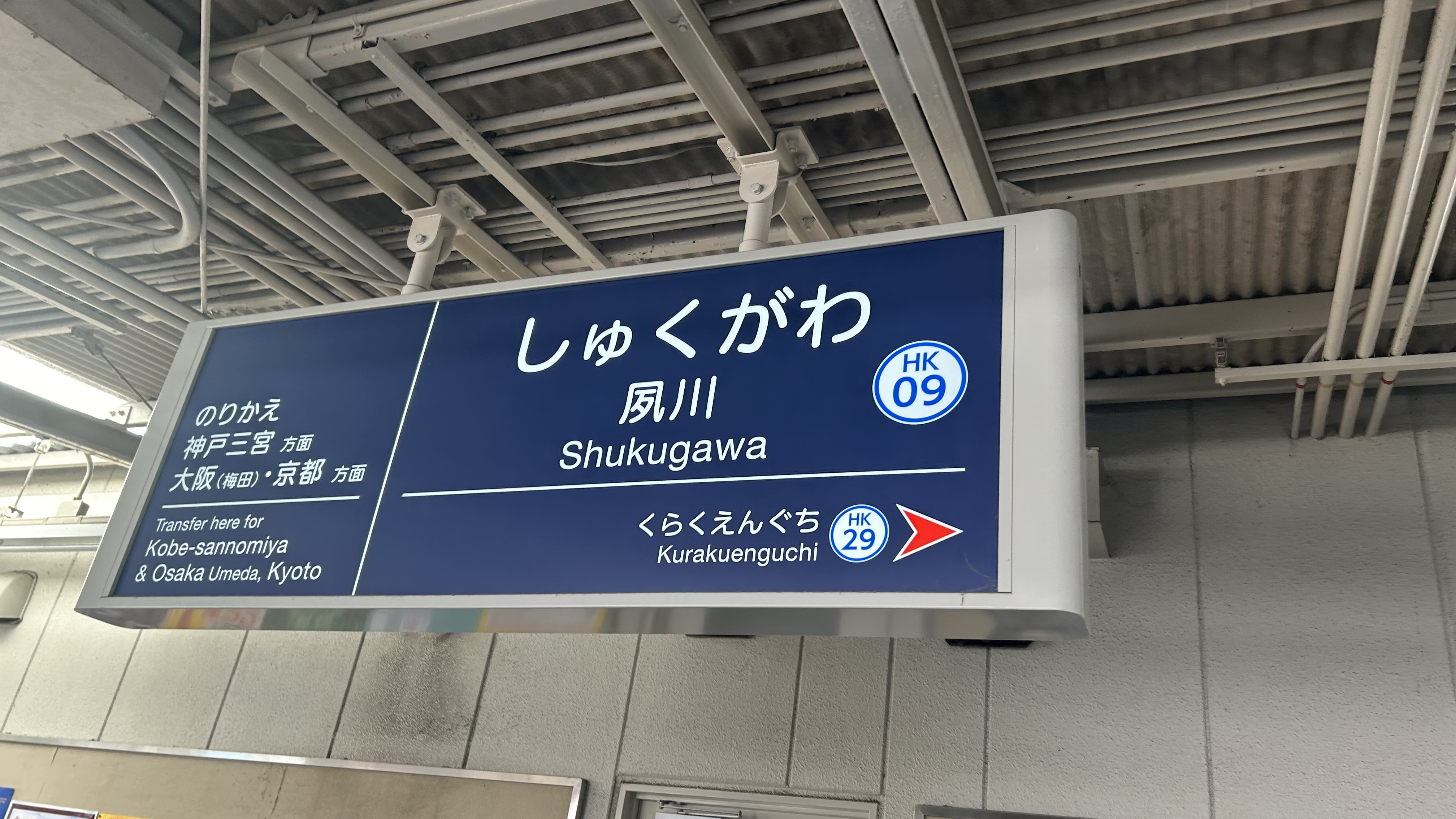
甲陽線駅名標
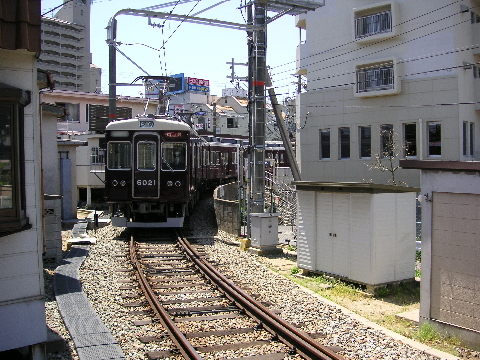
神戸本線と甲陽線を結ぶ連絡線を走行する回送電車

## 利用状況
2023年（令和5年）の1日平均乗降人員は25,561人。阪急電鉄全線において六甲駅についで第25位、大阪梅田駅 - 十三駅を除いた神戸本線13駅中では同駅についで第7位である。

### 年次別利用状況
各年次の1日平均利用状況の推移は下表の通り。
| 年次               | 乗車人員 | 降車人員 | 乗降人員 | 増減率 | 順位 | 出典       |
| ------------------ | -------- | -------- | -------- | ------ | ---- | ---------- |
| 2016年（平成28年） | 13,820   | 13,479   | 27,299   |        | 28位 | [ 阪急 1 ] |
| 2017年（平成29年） |          |          | 27,485   | 0.7%   | 28位 | [ 阪急 2 ] |
| 2018年（平成30年） |          |          | 27,263   | -0.8%  | 27位 | [ 阪急 3 ] |
| 2019年（令和元年） |          |          | 27,345   | 0.3%   | 27位 | [ 阪急 4 ] |
| 2020年（令和02年） |          |          | 20,465   | -25.2% | 26位 | [ 阪急 5 ] |
| 2021年（令和03年） |          |          | 22,003   | 7.5%   | 25位 | [ 阪急 6 ] |
| 2022年（令和04年） |          |          | 24,206   | 10.0%  | 25位 | [ 阪急 7 ] |
| 2023年（令和05年） |          |          | 25,561   | 5.6%   | 25位 |            |

#### 年次別利用状況（平日限定）
2007年次から2015年次までのデータは平日限定となっていた。
| 年次               | 乗車人員 | 降車人員 | 乗降人員 | 増減率 | 順位 | 出典        |
| ------------------ | -------- | -------- | -------- | ------ | ---- | ----------- |
| 2007年（平成19年） | 14,924   | 14,430   | 29,354   |        | 31位 | [ 阪急 8 ]  |
| 2008年（平成20年） | 14,690   | 14,215   | 28,905   | -1.5%  | 31位 | [ 阪急 9 ]  |
| 2009年（平成21年） | 14,840   | 14,330   | 29,170   | 0.9%   | 30位 | [ 阪急 10 ] |
| 2010年（平成22年） | 14,912   | 14,369   | 29,281   | 0.4%   | 30位 | [ 阪急 11 ] |
| 2011年（平成23年） | 15,077   | 14,543   | 29,620   | 1.2%   | 30位 | [ 阪急 12 ] |
| 2012年（平成24年） | 15,203   | 14,671   | 29,874   | 0.9%   | 30位 | [ 阪急 13 ] |
| 2013年（平成25年） | 15,162   | 14,586   | 29,748   | -0.4%  | 30位 | [ 阪急 14 ] |
| 2014年（平成26年） | 15,236   | 14,655   | 29,891   | 0.5%   | 29位 | [ 阪急 15 ] |
| 2015年（平成27年） | 15,174   | 14,662   | 29,836   | -0.2%  | 30位 | [ 阪急 16 ] |

### 年間乗車人員
近年の1年間の乗車人員は以下の通り。なお下表内の数値の単位は全て「千人」である。
| 年度               | 年間 乗車人員 | 出典          |
| ------------------ | ------------- | ------------- |
| 2003年（平成15年） | 5,994         | [ 西宮市 1 ]  |
| 2004年（平成16年） | 5,898         | [ 西宮市 1 ]  |
| 2005年（平成17年） | 6,040         | [ 西宮市 1 ]  |
| 2006年（平成18年） | 5,989         | [ 西宮市 1 ]  |
| 2007年（平成19年） | 6,044         | [ 西宮市 1 ]  |
| 2008年（平成20年） | 5,715         | [ 西宮市 1 ]  |
| 2009年（平成21年） | 5,749         | [ 西宮市 2 ]  |
| 2010年（平成22年） | 5,841         | [ 西宮市 3 ]  |
| 2011年（平成23年） | 5,804         | [ 西宮市 4 ]  |
| 2012年（平成24年） | 5,902         | [ 西宮市 5 ]  |
| 2013年（平成25年） | 6,044         | [ 西宮市 5 ]  |
| 2014年（平成26年） | 6,006         | [ 西宮市 5 ]  |
| 2015年（平成27年） | 6,014         | [ 西宮市 5 ]  |
| 2016年（平成28年） | 6,202         | [ 西宮市 6 ]  |
| 2017年（平成29年） | 6,279         | [ 西宮市 7 ]  |
| 2018年（平成30年） | 6,154         | [ 西宮市 8 ]  |
| 2019年（令和元年） | 6,254         | [ 西宮市 9 ]  |
| 2020年（令和02年） | 4,805         | [ 西宮市 10 ] |
| 2021年（令和03年） | 4,993         | [ 西宮市 11 ] |
| 2022年（令和04年） | 5,672         | [ 西宮市 12 ] |

## 駅周辺

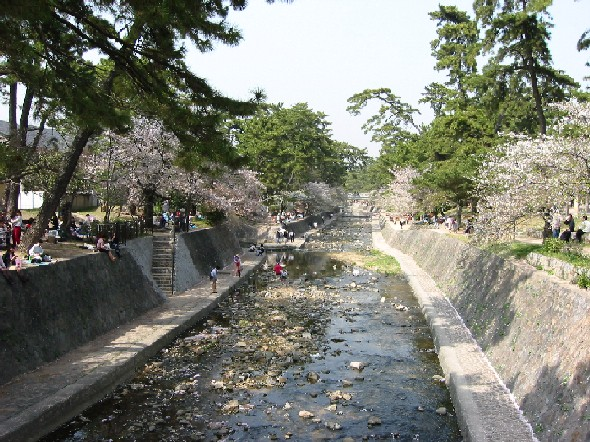
阪急夙川駅付近

駅から徒歩5分の丘の上には遠藤周作が洗礼を受けたカトリック大阪大司教区の旧カテドラル（司教座聖堂）、カトリック夙川教会聖テレジア大聖堂がある。
1970年代後半から1980年代前半にかけて駅前再開発が行われ、駅前ロータリーの整備や夙川グリーンタウンの建設（1977年10月開業）、駅の南北を結ぶアンダーパスの新設などが行われ、現在の姿になった。夙川グリーンタウン内にはダイエーグルメシティ夙川店があり、歩道橋と地下道で結ばれている。
- 夙川 - 駅のすぐ南に水位観測所がある。
- 夙川河川敷緑地（通称「夙川公園」「片鉾公園」）
- 夙川さくら道
- 夙川オアシスロード
- カトリック夙川教会[2]
- 夙川グリーンタウン
- 西宮市立夙川公民館（松下記念ホール） - 松下幸之助の寄贈による。駅の南側、片鉾池の上に建てられている。公民館前には片鉾橋が夙川にかけられている。
- 夙川延命地蔵 - 夙川公民館のすぐそばにある。
- 夙川水位観測所 - 兵庫県が設置した河川の水位観測所。片鉾橋にすぐそばにある。
- 西宮夙川郵便局 - 以前は駅前にあったが、駅前再開発を期に、駅から南へ約200mの現在地に移転した。
- 西宮御茶家所郵便局
- 辰馬考古資料館
- 大手前大学（さくら夙川キャンパス）
  - 大手前アートセンター
- 西日本旅客鉄道（JR西日本）東海道本線（JR神戸線） さくら夙川駅
- 阪神本線 香櫨園駅
- 山手幹線

## バス路線
再開発による駅前ロータリー完成までは、駅前にかかる山手幹線の羽衣橋の南東側、夙川さくら道上に阪急夙川バス停が存在した。現在でも道幅が広くなっているところにその名残がみられる。

### 駅前ロータリー
阪急バスと阪神バスが乗り入れる。停留所名は阪急バスが「阪急夙川駅」、阪神バスが「阪急夙川」。2024年までは阪急バスも「阪急夙川」となっていた。
阪急バスはさくらやまなみバスと呼ばれる西宮市コミュニティバスの運行も担当している。

#### 阪急バス
| のりば | 路線名                          | 系統・行先                                    | 備考                                                                  |
| ------ | ------------------------------- | --------------------------------------------- | --------------------------------------------------------------------- |
| 1      | 西宮市内線                      | 1系統：西宮甲山高校前                         | 平日のみ。阪神バス鷲林寺線との共同運行扱い（阪急バス便は朝の5本のみ） |
| 1      | 西宮市内線                      | 2系統：甲山墓園前/西宮甲山高校前              | 西宮甲山高校前行きは平日4本のみ。阪神バス鷲林寺線との共同運行扱い     |
| 1      | 西宮市内線                      | 1系統：JR西宮駅/阪急西宮北口駅                | 平日のみ。阪急西宮北口駅行きとJR西宮駅行きが1本ずつ運行               |
| 1      | 西宮市内線                      | 2系統：JRさくら夙川駅/JR西宮駅/阪急西宮北口駅 | JR西宮駅止まりは平日最終便、JRさくら夙川駅止まりは土休日朝の2本       |
| 1      | 西宮市内線                      | 3系統：JRさくら夙川駅                         | 朝の1本のみ                                                           |
| 1      | 西宮市内線                      | 6系統：JR西宮駅                               | 土休日朝方の1本のみ。阪神香櫨園駅経由、JRさくら夙川駅は経由しない     |
| 1      | 西宮市内線                      | 7系統：阪急西宮北口駅                         | 土休日朝方の1本のみ。江上町経由                                       |
| 1      | 西宮山口線 (さくらやまなみバス) | 有馬系統：有馬温泉/山口営業所/名来            |                                                                       |
| 1      | 西宮山口線 (さくらやまなみバス) | 金仙寺系統：金仙寺/山口営業所前/名来          | 平日朝1本のみ山口センター前止まり                                     |
| 1      | 西宮山口線 (さくらやまなみバス) | 西宮戎/阪急西宮北口駅                         | 西宮戎止まりは平日早朝3便のみ                                         |
| 2      | 芦屋市内線                      | 4系統：苦楽園循環                             | 平日朝2本のみ                                                         |
| 2      | 芦屋市内線                      | 5系統：JR芦屋駅/阪急芦屋川駅                  | 一部便は苦楽園麓から1系統または3系統に直通                            |

#### 阪神バス
1番のりばを阪急バスと共用する形で乗り入れている。
| のりば | 路線     | 行先        | 備考                                                                                             |
| ------ | -------- | ----------- | ------------------------------------------------------------------------------------------------ |
| 1      | 鷲林寺線 | 7-1：西回り | 阪急バス1・2系統との共同運行扱い（阪神バス便は夕方2本のみ）。平日1本は西宮甲山高校前を経由しない |

### 山手幹線上
山手幹線を挟んで駅の南側に位置する夙川グリーンタウン前にみなと観光バスが乗り入れる。停留所名は「夙川グリーンタウン」。
| のりば     | 行先                | 備考                           |
| ---------- | ------------------- | ------------------------------ |
| 山幹西行き | 125系統：JR甲南山手 | JR甲南山手での無料乗継制度あり |

## 作品における描写
- 『ソクラテス最期の弁明』(小峰元の小説、講談社、1975年) - 主人公の高校生が当駅にある池で泳ぐ鯉に餌をやる描写がある。

## 隣の駅
阪急電鉄
■神戸本線
■特急・■通勤特急・■準特急
西宮北口駅 (HK-08) - 夙川駅 (HK-09) - 岡本駅 (HK-11)
■急行・■快速・■普通
西宮北口駅 (HK-08) - 夙川駅 (HK-09) - 芦屋川駅 (HK-10)
- 戦前には正月期になると、西宮神社の最寄り駅として臨時駅であった西宮戎駅が隣の西宮北口駅との間に設けられていたことがあった。

■甲陽線
夙川駅 (HK-09) - 苦楽園口駅 (HK-29)

### 記事本文